# George Murphy
Pour les articles homonymes, voir Murphy.
George Lloyd Murphy, né à New Haven (Connecticut) le 4 juillet 1902 et mort à Palm Beach (Floride) le 3 mai 1992, est un acteur, danseur et homme politique américain.

## Filmographie
- 1937 : Millionnaire à crédit (You're a Sweetheart) de David Butler
- 1937 : Le Règne de la joie (Broadway Melody of 1938) de Roy Del Ruth
- 1937 : London by Night de Wilhelm Thiele
- 1938 : Hôtel à vendre (Little Miss Broadway) d'Irving Cummings
- 1940 : Broadway qui danse (Broadway Melody of 1940) de Norman Taurog
- 1940 : Two Girls on Broadway de S. Sylvan Simon
- 1940 : Little Nellie Kelly de Norman Taurog : Jerry Kelly
- 1941 : Ses trois amoureux (Tom Dick and Harry) de Garson Kanin : Tom
- 1941 : Rise and Shine d'Allan Dwan : Jimmy McGonagle
- 1942 : Pour moi et ma mie (For Me and My Gal) de Busby Berkeley : Jimmy K. Metcalf
- 1942 : Au coin de la Quarante-Quatrième rue (The Mayor of 44th Street) d'Alfred E. Green : Joe Jonathan
- 1942 : La Marine triomphe (The Navy Comes Through) de A. Edward Sutherland : Thomas Sands
- 1943 : Bataan de Tay Garnett : Lieutenant Steve Bentley
- 1943 : This Is the Army de Michael Curtiz : Jerry Jones
- 1944 : Dansons gaiement (Step Lively) de Tim Whelan : Gordon Miller
- 1944 : Broadway Rhythm de Roy Del Ruth
- 1947 : Cynthia de Robert Z. Leonard : Larry Bishop
- 1948 : Tenth Avenue Angel de Roy Rowland
- 1949 : Bastogne (Battleground) de William A. Wellman : Ernest Stazak
- 1949 : Incident de frontière (Border Incident) d'Anthony Mann : Jack Bearnes
- 1951 : It's a Big Country, film à sketches collectif
- 1951 : Discrétion assurée (No Questions Asked) d'Harold F. Kress
- 1954 : Au fond de mon cœur (Deep in my Heart) de Stanley Donen

### Comédies musicales
- 1931 : Kid Millions de Roy Del Ruth
- 1931 : Of Thee I Sing de George S. Kaufman et George Gershwin
- 1933-1934 : Roberta de Jerome Kern et Otto Harbach

## Carrière politique
En 1964, Murphy est élu au Sénat des États-Unis pour la Californie en tant que membre du Parti républicain, après avoir battu le démocrate Pierre Salinger. Il effectue un unique mandat, de 1965 à 1971. Entre 1967 et 1968, Murphy fut également président du National Republican Senatorial Committee, organe chargé du soutien aux candidats républicains au Sénat fédéral.
En 1970, Murphy demande réélection mais fut battu par le représentant démocrate John V. Tunney, fils du champion de boxe en poids-lourds Gene Tunney.